# Super Mario Bros. Deluxe
Super Mario Bros. Deluxe (スーパーマリオブラザーズデラックス, Sūpā Mario Burazāzu Derakkusu), parfois appelé Super Mario Bros. DX, est un jeu vidéo de plates-formes développé par Nintendo R&D2 et édité par Nintendo proposant l'intégralité de Super Mario Bros. et une version modifiée et incomplète de Super Mario Bros.: The Lost Levels. Il est sorti en 1999 en Amérique du Nord et en Europe et en 2000 au Japon sur Game Boy Color. Le jeu devient disponible en téléchargement sur Nintendo 3DS en 2014.
Le joueur incarne Mario ou Luigi et voyage à travers le Royaume Champignon afin de sauver la Princesse Peach des griffes de Bowser, l'antagoniste de Mario et de Luigi. Le jeu propose en outre des modes de jeux supplémentaires qui reprennent les niveaux de Super Mario Bros.. Par exemple, dans le mode Challenge, le joueur doit terminer les niveaux tout en complétant des défis. Dans VS. Mode, deux joueurs peuvent jouer simultanément et faire compétition pour atteindre la fin d'un niveau en premier. Le jeu est en outre compatible avec le Game Boy Printer, un accessoire qui permet d'imprimer des illustrations.
Le jeu est unanimement bien accueilli par la critique spécialisée. Les critiques louent la qualité et la fidélité du portage de Super Mario Bros. et apprécient les modes de jeux supplémentaires, la possibilité de sauvegarder sa partie, les graphismes et la maniabilité du titre. Super Mario Bros. Deluxe s'est vendu à environ 5 millions d'exemplaires.

## Trame
Super Mario Bros. Deluxe reprend le même scénario que Super Mario Bros.. L'action se déroule dans un univers fictif nommé le Royaume Champignon où habitent la princesse Peach et ses serviteurs, les Toads. Un jour, une horde de Koopas maléfiques et de résistants Goombas envahit le Royaume Champignon et transforme tous ses habitants en briques, engendrant la chute du royaume. Seule la princesse Peach peut inverser le sort et restaurer la paix dans le royaume, mais malheureusement, elle se fait kidnapper par Bowser, le roi des Koopas. Mario, le héros de l'histoire, est mis au courant de la situation catastrophique du royaume et de ses habitants, et décide de partir à l'aventure pour libérer la princesse Peach des griffes de Bowser. Mario parvient à se rendre au huitième et dernier château dans lequel il affronte Bowser. Une fois le roi des Koopas vaincu, Mario libère la princesse Peach et sauve le Royaume champignon. La princesse remercie alors Mario de l'avoir sauvée.

## Système de jeu
Le mode de jeu principal de Super Mario Bros. Deluxe, nommé Original 1985, est un portage de Super Mario Bros.. L'objectif du jeu est le même; le joueur prend le contrôle de Mario ou de Luigi et doit traverser le Royaume champignon afin de sauver la princesse Peach des griffes de Bowser. Mario possède les mêmes habiletés, notamment courir et sauter, et doit se déplacer du côté gauche vers le côté droit de l'écran afin de se rendre jusqu'à la fin du niveau. Les niveaux sont identiques au jeu d'origine, autant par leur design que par l'emplacement des objets et des ennemis. Afin de pallier les problèmes de visibilité causés par la petite taille de l'écran de la console, l'action est rapprochée, causant toutefois le champ de vision à être plus petit. Contrairement au jeu original, le joueur peut sauvegarder sa partie et il peut changer de personnage — il peut alterner entre Mario ou Luigi — sur l'écran de la carte du monde qui s'affiche entre chaque niveau,.
Le joueur peut éventuellement débloquer un mode de jeu nommé Super Mario Bros. For Super Players, qui est un portage de Super Mario Bros.: The Lost Levels. Ce dernier est cependant incomplet, puisqu'il n'inclut pas les mondes 9, A, B, C et D et certains éléments de gameplay ne sont pas présents, comme les rafales de vents qui dérivent la trajectoire du personnage et le fait que Mario et Luigi possèdent des caractéristiques différentes. Ce mode propose un niveau de difficulté considérablement plus élevé que le mode Original 1985.
Super Mario Bros. Deluxe propose également d'autres modes de jeu. Le mode Challenge permet au joueur de rejouer aux niveaux déjà explorés du mode Original 1985, avec comme objectif supplémentaire d'accomplir divers défis, soit trouver cinq pièces rouges dissimulées dans chaque niveau, trouver un œuf de Yoshi caché et amasser un certain score. Mode VS. est un mode de jeu dans lequel deux joueurs — ou un joueur contre l'ordinateur — jouent simultanément et doivent faire la course dans le but d'arriver en premier à la fin du niveau. Ils peuvent activer des interrupteurs qui font apparaître ou disparaître des blocs afin de ralentir l'adversaire,.
Enfin, le jeu propose quelques bonus supplémentaires, comme un mini-jeu qui donne au joueur des « bons » et des « mauvais » conseils et un autre qui dévoile l'emplacement d'un des œufs de Yoshi du mode Challenge. Le jeu est compatible avec le Game Boy Printer. À l'aide de ce dernier, il est possible d'imprimer des illustrations représentant les différents ennemis présents dans le jeu.

## Commercialisation

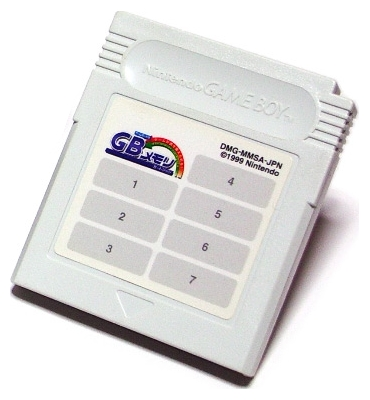
Au Japon, le jeu est disponible en téléchargement sur cartouche Nintendo Power pour Game Boy à partir du 1 mars 2000.

Super Mario Bros. Deluxe sort le 30 avril 1999 en Amérique du Nord, le 10 mai 1999 en France et le 10 juin 1999 au Royaume-Uni sur Game Boy Color,,. Le jeu est distribué au Japon à partir du 1er mars 2000 à travers des bornes Nintendo Power situées dans des commerces gérés par Lawson. Dans cette région, Super Mario Bros. Deluxe est disponible uniquement dans ce format.
Une version téléchargeable du jeu sur la console virtuelle de la Nintendo 3DS est offerte en février 2014 aux utilisateurs européens qui ont créé un identifiant Nintendo Network sur leur console entre le 10 décembre 2013 et le 31 janvier 2014. La même campagne a lieu au Japon pour les utilisateurs enregistrés entre le 10 décembre 2013 et le 10 janvier 2014. Le jeu devient disponible à l'achat à partir du Nintendo eShop le 27 février 2014 en Europe et le 25 décembre 2014 en Amérique du Nord,.

## Accueil

### Critiques
Super Mario Bros. Deluxe est bien accueilli par la critique spécialisée. IGN lui donne une note parfaite, déclarant qu'il s'agit du meilleur portage d'un jeu NES à sortir sur la console portable. Il espérait de ce fait même que ce jeu donne l'exemple aux autres portages de jeux NES à venir sur Game Boy Color. GameSpot déclare qu'il s'agit d'un killer app pour la Game Boy Color et apprécie particulièrement les contrôles et les graphismes du titre. Pour Nintendo Power, les nouveaux défis du mode Challenge pour chaque niveau sont excellents. Il souligne aussi que, avec la sortie de la version originale de Super Mario Bros. en 1985, « les joueurs sont tombés en amour avec sa profondeur, l'action et les secrets. Rien de tout ça n'a changé, et il est maintenant possible de l'apporter où on veut ».
Gamekult souligne que le jeu « garde ce charme si particulier des jeux d'antan, conçus avec amour et intelligence » tout en conseillant le jeu aux nostalgiques de cette époque. Jeuxvideo.com estime que la « fidélité du portage » et « les nouveaux modes de jeux » font de Super Mario Bros. Deluxe un succès. Il loue la maniabilité du jeu ainsi que sa durée de vie et trouve qu'il est agréable de pouvoir sauvegarder sa partie à tout moment. Gamekult partage cet avis et considère que le fait qu'il soit possible de sauvegarder sa partie est un ajout très apprécié qui permet au joueur d'explorer le jeu à son rythme. Toutefois, Gamekult trouve la difficulté du titre un peu trop élevée comparativement à d'autres jeux dans l'univers de Mario sortis sur la même console, comme les jeux Wario Land.

### Ventes
Super Mario Bros. Deluxe s'est vendu à environ 5 millions d'exemplaires, dont 2,5 millions aux États-Unis,. Il s'agit du troisième jeu le plus vendu sur Game Boy et Game Boy Color du 6 au 12 juin 1999 derrière Pokémon Rouge et Bleu. Selon NPD Group, Super Mario Bros. Deluxe est le 14e jeu le plus vendu de l'année 2000 et figure toujours dans le top 20 des jeux les plus vendus au début de 2001,.

### Distinctions
IGN octroie au jeu le prix du choix de l'éditeur (Editors' Choice award). En 2019, Esquire le classe en neuvième position dans son classement des dix meilleurs jeux de Game Boy et Game Boy Color.

### Sources primaires
1. ↑  (en) Super Mario Bros. Deluxe : Instruction booklet, Nintendo, 1999, p. 2-3.
2. ↑  (en) Nintendo R&D2. Super Mario Bros. Deluxe (Game Boy Color). Nintendo. 1999. Niveau/zone : 8-4
3. ↑  (en) Super Mario Bros. Deluxe : Instruction booklet, Nintendo, 1999, p. 8.

### Sources secondaires
1. 1 2 3 4 5 6 7  Caleb, « Test : Le doyen des jeux de plates-formes revient », sur Gamekult, 20 octobre 2000 (consulté le 23 février 2023)
2. 1 2 3 4  « Test du jeu Super Mario Bros Deluxe sur GB », sur Jeuxvideo.com, 23 juillet 1999 (consulté le 21 février 2023)
3. 1 2 3 4 5 6 7  (en) Cameron Davis, « Super Mario DX Review », sur GameSpot, 28 janvier 2000 (consulté le 17 octobre 2013)
4. 1 2  (en) Dave Frear, « Review: Super Mario Bros. Deluxe (Game Boy Color) », sur Nintendo Life, 29 mars 2010 (version du 30 juillet 2013 sur Internet Archive)
5. ↑  « Super Mario Bros. Deluxe sur GameBoy », sur Jeuxvideo.com (consulté le 6 juillet 2024).
6. ↑  (en) « Super Mario Bros. Deluxe », sur GameSpot (consulté le 6 juillet 2024).
7. ↑  (en) « Super Mario Bros. Deluxe (GBC / Game Boy Color) », sur Nintendo Life (version du 9 juillet 2018 sur Internet Archive).
8. ↑  (en) Yutaka Ohbuchi, « Nintendo Expands Its Vending Service », sur GameSpot, 27 avril 2000 (consulté le 6 juillet 2024).
9. ↑  (en) « The Lawsons Experience », sur IGN, 1er juin 2000 (consulté le 6 juillet 2024).
10. ↑  (en) Thomas Whitehead, « Nintendo Network 3DS Promotion to Offer Free Super Mario Bros. Deluxe Download in Europe », sur Nintendo Life, 18 décembre 2013 (consulté le 18 février 2014)
11. ↑  (en) Kevin McMinn, « Nintendo Japan Issuing Nintendo Network ID Campaign Download Codes », sur Nintendo News, 27 janvier 2014 (version du 30 janvier 2014 sur Internet Archive).
12. ↑  Jihem, « Nintendo : Les téléchargements de la semaine », sur Jeuxvideo.com, 27 février 2014 (consulté le 21 décembre 2022)
13. ↑  (en) Bryan Rose, « Nintendo Download - December 25, 2014 », sur Nintendo World Report, 26 décembre 2014 (consulté le 21 décembre 2022)
14. ↑  (en) Reiner, « Super Mario Bros. Deluxe - Game Boy Color Review », Game Informer, no 76,‎ août 1999, p. 67.
15. 1 2  (en) « Super Mario Bros. », Nintendo Power, no 120,‎ mai 1999, p. 127.
16. 1 2  (en) Craig Harris, « Super Mario Bros. Deluxe », sur IGN, 21 juillet 1999 (consulté le 7 avril 2013)
17. ↑  (en) Marcel van Duyn, « Super Mario Bros. Deluxe Review (3DS eShop / GBC) », sur Nintendo Life, 7 mars 2014 (consulté le 3 février 2023)
18. ↑  (en) Neal Ronaghan, « Super Mario Bros. Deluxe (3DS) Review Mini », sur Nintendo World Report, 2 janvier 2015 (consulté le 6 juillet 2024).
19. ↑  (en) Jordan Sirani, « Top 10 Best-Selling Video Games of All Time », sur IGN, 7 février 2023 (consulté le 22 février 2023)
20. ↑  (en) « US Platinum Videogame Chart », sur The Magic Box (version du 21 avril 2007 sur Internet Archive)
21. ↑  (en) « Pocket Charts », sur IGN, 25 juin 1999 (consulté le 10 octobre 2023)
22. ↑  (en) « TRST: Top Selling Games of 2000 », sur IGN, 18 janvier 2001 (consulté le 12 juillet 2024).
23. ↑  (en) « TRST: Top Selling Games (01/28/01-02/03/01) », sur IGN, 9 février 2001 (consulté le 12 juillet 2024).
24. ↑  (en) « IGN.com Editors' Choice Awards », sur IGN (version du 9 avril 2008 sur Internet Archive)
25. ↑  (en) « 10 Best Game Boy Video Games of All Time, Ranked », sur Esquire, 19 avril 2019 (consulté le 14 octobre 2023)